# Christopher Backus
Christopher Backus (Mission Viejo, 30 ottobre 1981) è un attore statunitense.

## Biografia
Si è trasferito da New York a Los Angeles con l'amico Rob McElhenney nel 2003. Poco dopo il trasloco, ha ottenuto il suo primo ruolo in Benjamin Splits, mentre McElhenney ha sviluppato la sitcom C'è sempre il sole a Philadelphia. Dopo aver ottenuto ruoli secondari nella serie di successo della NBC Will & Grace e in The O.C. della Fox, ha recitato al fianco di Dominique Swain in All In di Nick Vallelonga. Nel 2008 compare nella serie HUGE di Malik Bader, dove interpreta il frontman in difficoltà di un gruppo indie rock. Ha recitato anche in 3 Days Gone con Patrick J. Adams, Nothing Personal con Paz de la Huerta e Elevator con John Getz e Anita Briem.
Nel 2009 interpreta il leader dei Weather Underground nella serie della ABC Life on Mars. Nel 2011 recita al fianco di Michael Biehn e James Russo nel film Yellow Rock. Nello stesso anno prende parte al film My Fair Lady, uscito nel 2015.
Nel 2012 ha interpretato il ruolo di Marcus in Among Friends, diretto da Danielle Harris.
Avrebbe dovuto dirigere un thriller intitolato The Sessionist, ma abbandonò il progetto a causa di divergenze creative.

## Filmografia parziale

### Cinema
- Union Square, regia di Nancy Savoca (2011)
- Elevator, regia di Stig Svendsen (2011)
- SpongeBob - Fuori dall'acqua (The SpongeBob Movie: Sponge Out of Water), regia di Paul Tibbitt e Mike Mitchell (2015)
- Chloe and Theo, regia di Ezra Sands (2015)
- Indiscretion, regia di Jon Stewart Muller (2016)
- Mothers and Daughters, regia di Paul Dubbridge (2016)
- Waterlily Jaguar, regia di Melora Walters (2018)
- Beneath the Leaves, regia di Adam Marino (2019)
- Drowning, regia di Melora Walters (2019)
- Rogue Hostage, regia di John Keeyes (2021)

### Televisione
- Will & Grace – serie TV, un episodio (2004)
- The O.C. – serie TV, un episodio (2005)
- Life on Mars – serie TV, un episodio (2009)
- C'è sempre il sole a Philadelphia (It's Always Sunny in Philadelphia) – serie TV, un episodio (2011)
- The Mentalist – serie TV, un episodio (2012)
- Perception – serie TV, episodio 1x05 (2012)
- Non toccate mia figlia (A Mother's Rage), regia di Oren Kaplan – film TV (2013)
- Sons of Anarchy – serie TV, un episodio (2014)
- Workaholics – serie TV, un episodio (2015)
- Underground – serie TV, 4 episodi (2016)
- Hell on Wheels – serie TV, un episodio (2016)
- Roadies – serie TV, 8 episodi (2016)
- Bosch – serie TV, 5 episodi (2017)
- Big Little Lies - Piccole grandi bugie (Big Little Lies) – serie TV, 2 episodi (2019)
- Jett - Professione ladra (Jett) – serie TV, 9 episodi (2019)
- Mindhunter – serie TV, un episodio (2019)
- Truth Be Told – serie TV, 10 episodi (2021)
- Black Bird – serie TV, 2 episodi (2022)

## Doppiatori italiani
Nelle versioni in italiano delle opere in cui ha recitato, Christopher Backus è stato doppiato da:
- Andrea Lavagnino in Deliverance Creek - Solo per vendetta, Truth Be Told
- Mirko Mazzanti in The O.C.
- Paolo Vivio in The Mentalist
- Sergio Lucchetti in Perception
- Francesco Pezzulli in Sons of Anarchy
- Gianfranco Miranda in Mothers and Daughters
- Luca Mannocci in Roadies
- Francesco De Francesco in Bosch
- Andrea Checchi in Big Little Lies - Piccole grandi bugie
- Marco Vivio in Jett - Professione ladra
- Francesco Bulckaen in Mindhunter